# Katolski Posoł
Katolski Posoł (Missatger catòlic) és un setmanari de l'Església Catòlica dels sòrabs de Lusàcia. Va ser fundat el 1863 per Michał Hórnik, editor de la Societat Ciril·li i Metodi. La seva aparició va ser interrompuda només per la prohibició dels nazis de 1939 i no es va tornar a editar fins al 1950, ja que les autoritats comunistes de la República Democràtica Alemanya van posar dificultats perquè un diari catòlic pogués publicar. Actualment té una circulació setmanal d'uns 2.000 exemplars (2008) i és el medi més popular en sòrab.